# 鲁维特
鲁维特，是西班牙安达卢西亚自治区格拉纳达省的一个市镇。总面积29平方公里，
2001年普查人口總數為440人，人口密度為每平方公里15人。